# Gesneria glandulosa
Gesneria glandulosa là một loài thực vật có hoa trong họ Tai voi. Loài này được (Griseb.) Urb. mô tả khoa học đầu tiên năm 1901.